# 蓼丸博文
蓼丸 博文（たでまる ひろふみ、1925年〈大正14年〉12月 - ）は、日本の教育者、文部省職員。
国立オリンピック記念青少年総合センター元次長。国立吉備少年自然の家（現：国立吉備青少年自然の家）初代所長。福山大学元学務局長。

## 経歴
広島県出身。福山市在住。1951年（昭和26年）広島文理科大学を卒業し、シカゴ大学大学院に留学。1961年（昭和36年）7月、日本ユネスコ国内委員会事務局に勤務。1963年（昭和38年）4月、日本ユネスコ国内委員会科学課社会科学係長。
1966年（昭和41年）6月、名古屋大学学生課長。1967年（昭和42年）10月、文化庁国際文化課専門員。1969年（昭和44年）4月、文化庁芸術課長補佐。
1970年（昭和45年）4月、広島大学厚生課長。1972年（昭和47年）4月、大阪大学入学主幹。1975年（昭和50年）4月、富山大学学生部次長。1977年（昭和52年）4月、広島大学学生部次長。1979年（昭和54年）4月、千葉大学学生部次長。
1981年（昭和56年）10月、国立吉備少年自然の家を設立、準備室長を務める。翌1982年（昭和57年）4月、国立吉備少年自然の家初代所長に就任。1984年（昭和59年）4月、国立オリンピック記念青少年総合センター次長に就任。1986年（昭和61年）、福山大学学務局長に就任。

## 人物
趣味はスポーツ。

## 家族
- 妻・稠（1930年（昭和5年）生）[3]